# Hans-Joachim von Merkatz

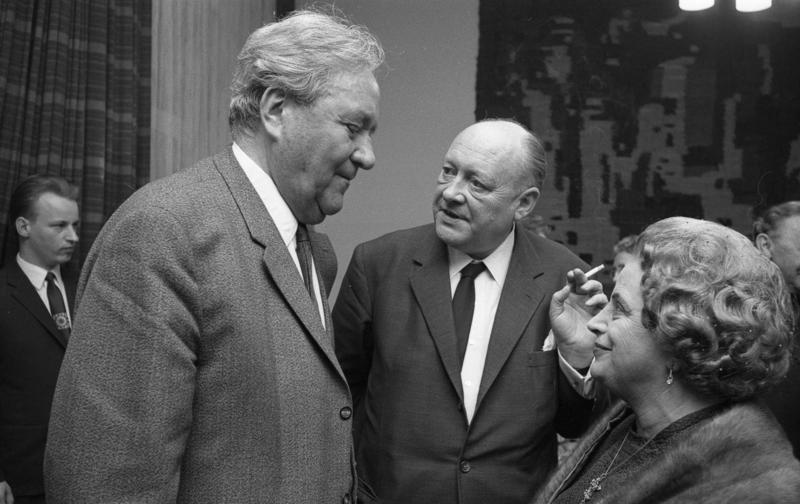
Merkatz (Mitte) 1967 in der niedersächsischen Landesvertretung in Bonn

Hans Joachim Benno Hermann Gustav Oskar von Merkatz (* 7. Juli 1905 in Stargard, Pommern; † 25. Februar 1982 in Bonn) war ein deutscher Politiker (DP und CDU). Er war von 1955 bis 1962 Bundesminister für Angelegenheiten des Bundesrates, daneben von 1956 bis 1957 Bundesminister der Justiz und von 1960 bis 1961 Bundesminister für Vertriebene, Flüchtlinge und Kriegsgeschädigte.

## Ausbildung und Beruf
Er wurde als ältester Sohn von Benno Rudolf Paul von Merkatz (1879–1915) und Amely Helene Schneider (1884–1966) geboren; sein Urgroßvater war der preußische Generalmajor Karl Pfendner von Merkatz. Seine Schwester Leonie Irma Henny Auguste Bertra verstarb bereits innerhalb ihres ersten Lebensjahres (* 19. Oktober 1907 in Wiesbaden, † 3. Oktober 1908 in Ettlingen), sein Bruder hieß Herbert (* 19. Juli 1909 in Wiesbaden). 1937 heiratete er Margarete Müller (* 1910), mit der er die beiden Töchter Monika (* 1939) und Angelika (* 1943) bekam.
Nach einer landwirtschaftlichen Lehre und dem Abitur begann von Merkatz 1928 ein Studium der Rechts- und Wirtschaftswissenschaften an der Friedrich-Schiller-Universität Jena, welches er 1931 mit der ersten juristischen Staatsprüfung beendete, bevor er 1934 mit der Arbeit Politische Entwicklung und rechtliche Gestaltung der Ministerverantwortlichkeit zum Doktor der Rechte promoviert wurde und 1935 die zweite juristische Staatsprüfung absolvierte. In dieser Zeit war er aktives Mitglied in der Burschenschaft Teutonia Jena. 1935 wurde er Referent am Kaiser-Wilhelm-Institut für ausländisches öffentliches Recht und Völkerrecht in Berlin. Danach war er von 1938 bis zum Kriegsende, unterbrochen durch Kriegsdienst von 1939 bis 1941, Generalsekretär am Ibero-Amerikanischen Institut in Berlin. Dann wurde er 1946 Sachbearbeiter an der Akademie für Raumforschung und Landesplanung in Hannover. 1947 wurde er Sekretär der DP-Fraktion im Niedersächsischen Landtag. Zwischen 1949 und 1951 übernahm von Merkatz Auftragsarbeiten des Bad Godesberger Instituts für Raumforschung.
1966 wurde er zum Honorarprofessor an der Universität Bonn berufen.

## Partei
Nach dem Zweiten Weltkrieg trat von Merkatz in die Deutsche Partei (DP) ein. 1949 war er für die DP gemeinsam mit Adolf Dedekind, Carl Lauenstein, Walter von Lüde, Ernst-August Runge, Hans-Christoph Seebohm und Friedrich Wilke an den Verhandlungen mit der NDP und der DKP-DRP über eine Fusion beteiligt, die aber schließlich scheiterten, insbesondere weil die britische Besatzungsmacht erklärte, eine Fusionspartei aus DP, NDP und DKP-DRP würde keine Lizenz erhalten.
1952 wurde er Mitglied im Direktorium seiner Partei und 1955 schließlich deren stellvertretender Vorsitzender. Er gehörte zu den bekennenden Monarchisten in der DP. Merkatz verließ im Juli 1960 die DP und trat im September desselben Jahres in die CDU ein.

## Abgeordneter
Von 1949 bis 1969 war Merkatz Mitglied des Deutschen Bundestages. Von 1953 bis 1955 war er Vorsitzender der DP-Fraktion. Am 1. Juli 1960 verließ er mit acht weiteren Bundestagsabgeordneten die DP-Bundestagsfraktion, die daraufhin ihren Fraktionsstatus einbüßte, und trat am 20. September 1960 der CDU/CSU-Bundestagsfraktion bei.
1950 sprach er sich im Bundestag gegen die Gründung des Bundesamtes für Verfassungsschutz aus, weil er befürchtete, dieses würde einerseits den Weg in den „Schnüffelstaat“ ebnen, und weil andererseits die Gefahr bestehe, dass er im politischen Meinungskampf missbraucht würde. In demselben Jahr bezeichnete er die Entnazifizierung als ein „modernes Hexentreiben“, als „Mißgeburt aus totalitärem Denken und klassenkämpferischer Zielsetzung“ sowie als „heimtückische Waffe“.
Vom 27. April 1967 bis zum 26. Juni 1969 war von Merkatz Vorsitzender des  Untersuchungsausschusses zur Prüfung, ob bei Vertragsschluß und Abwicklung des Projektes Schützenpanzer HS 30 Unregelmäßigkeiten vorgekommen sind (HS-30-Skandal). Vom 16. Juli 1952 bis zum 19. März 1958 war er auch Mitglied des Europaparlaments.
Hans-Joachim von Merkatz zog 1961 über die Landesliste Niedersachsen und sonst stets als direkt gewählter Abgeordneter des Wahlkreises Verden – Rotenburg – Osterholz bzw. des Wahlkreises Verden (1965) in den Bundestag ein, in den Jahren 1949, 1953 und 1957 aufgrund von Wahlkampfabkommen mit CDU und FDP, die auf eigene Wahlkreiskandidaten verzichteten, für die DP, im Jahre 1965 für die CDU.

## Öffentliche Ämter

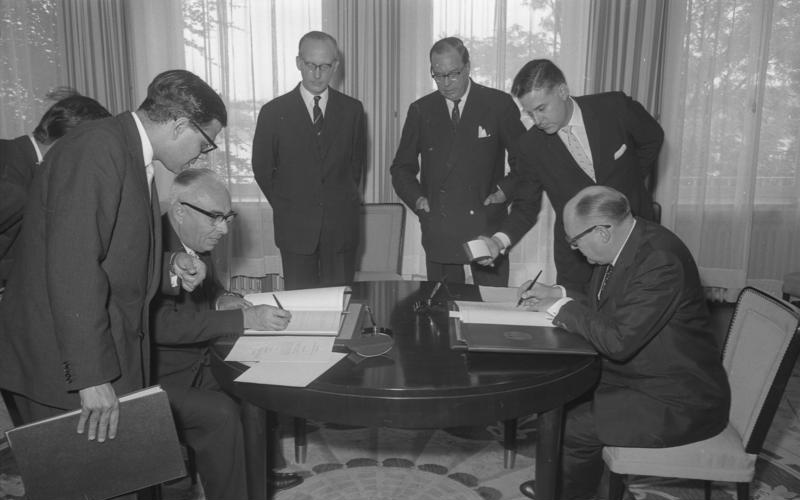
Von Merkatz (r.) bei einer Vertragsunterzeichnung 1960

Von 1949 bis 1952 war von Merkatz mit der Wahrnehmung der Geschäfte des Staatssekretärs im Bundesministerium für Angelegenheiten des Bundesrates beauftragt. Am 8. Juni 1955 wurde er zum Bundesminister für Angelegenheiten des Bundesrates (ab 1957: Bundesministerium für Angelegenheiten des Bundesrates und der Länder) in der von Bundeskanzler Konrad Adenauer geführten Bundesregierung ernannt. Dieses Amt behielt er bis Dezember 1962.
Im Zuge der Kabinettsumbildung am 16. Oktober 1956 wurde er zugleich Bundesminister der Justiz, schied aus diesem Amt jedoch nach der Bundestagswahl 1957 am 29. Oktober 1957 wieder aus.
Von 1957 bis zum 11. Dezember 1962 vertrat er die Bundesregierung im Ältestenrat des Bundestages. Nach dem Rücktritt von Theodor Oberländer wurde er am 27. Oktober 1960 zugleich zum Bundesminister für Vertriebene, Flüchtlinge und Kriegsgeschädigte ernannt. Da nach der Bundestagswahl 1961 die FDP dieses Amt beanspruchte, gab er es am 14. November 1961 ab.
Am 13. Dezember 1962 schied von Merkatz im Zuge der Kabinettsneubildung nach der SPIEGEL-Affäre endgültig aus der Bundesregierung aus. Von 1964 bis 1968 war er deutscher Vertreter im Exekutivrat der UNESCO.

## Gesellschaftliche Ämter
In den 1950er Jahren engagierte sich von Merkatz in der Abendländischen Bewegung des Würzburger Völkerrechtsprofessors Friedrich August Freiherr von der Heydte und in der Abendländischen Akademie. Von 1964 bis 1965 war er Präsident des Europäischen Dokumentations- und Informationszentrums (CEDI). In der deutschen Sektion, dem Europäischen Institut für politische, wirtschaftliche und soziale Fragen e. V., übernahm er ebenfalls eine führende Rolle. Von 1965 bis 1968 stand er außerdem der Welthungerhilfe vor. 1967 wurde er als Nachfolger von Richard Nikolaus Graf von Coudenhove-Kalergi Präsident der deutschen Paneuropa-Union. Er trat mehrfach als Redner bei der konservativen Staats- und Wirtschaftspolitischen Gesellschaft auf.

## Auszeichnungen
- Großkreuz des Verdienstordens der Italienischen Republik (1959)
- Großes Bundesverdienstkreuz mit Stern und Schulterband (1955), Großkreuz (1958)
- Bayerischer Verdienstorden (1972)
- Kommandeur der Ehrenlegion

## Veröffentlichungen
- Mexiko. Kolumbien. Venezuela. Ekuador. Peru. Bolivien. Chile. (jeweils Länderartikel mit Bezug zur NS-Außenpolitik) in Franz Six (Hrsg.): Jahrbuch der Weltpolitik 1944. Junker & Dünnhaupt, Berlin 1944.
- Die Parteien in ihrer heutigen verfassungspolitischen Bedeutung, in: Zeitschrift für ausländisches öffentliches Recht und Völkerrecht, 1958, Heft 1, S. 249–268.
- Das Parteiwesen in Deutschland, in: Die Politische Meinung, 1959, Heft 32, S. 43–54.
- Besinnung auf Preußen. Autorität und Freiheit. Gestern und Morgen, 1964. (Mit Harald von Koenigswald)
- Regiert die Lobby? Parlament, Regierung und Interessenverbände. In: Emil Hübner, Heinrich Oberreuter, Heinz Rausch (Hrsg.): Der Bundestag von innen gesehen. München 1969. S. 196–206.
- Völkerwanderung heute, Bielefeld, 1971
- Aus Trümmern werden Fundamente. Vertriebene – Flüchtlinge – Aussiedler. Drei Jahrzehnte Integration, Düsseldorf 1979.